# Université de Hohenheim
L'université de Hohenheim (allemand : Universität Hohenheim) est une université située à Stuttgart en Allemagne. Créée en 1818, elle est l'université la plus ancienne de Stuttgart, et l'une des universités allemandes les plus réputées en sciences économiques et en agronomie.

## Histoire
De 1770 à sa dissolution en 1794, l'académie militaire de Karlsschule (en) a été le seul établissement d'enseignement supérieur de Stuttgart. Fondée en 1818, l'université de Hohenheim est depuis lors la plus ancienne université de Stuttgart, avant l'université de Stuttgart, fondée en 1829. L'établissement prend son nom actuel en 1967.
Le 20 novembre 1818 a été inauguré à Hohenheim un important centre d'étude agronomique par le roi Guillaume Ier de Wurtemberg, principalement destiné à l'enseignement et à l'expérimentation. Le centre est hébergé dans le château d'Hohenheim (de), construit par le duc Charles-Eugène, et son premier directeur est Johann Nepomuk Hubert von Schwerz (de).

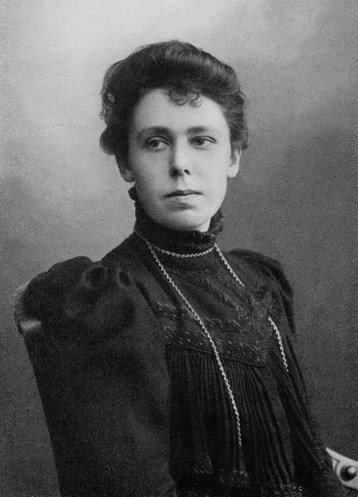
Margarete von Wrangell, première femme professeur d'université en Allemagne.

En 1847, l'institution accède au statut d'Académie de l'agriculture et des forêts. En 1904, elle prend le nom de Collège agronomique. Le collège de Hohenheim obtient le droit de décerner des doctorats en 1918, et l'habilitation universitaire en 1919. Margarete von Wrangell, première femme professeure dans une université allemande, est nommée titulaire de la chaire de nutrition végétale en 1923.

## Emplacement
L'université est située dans la partie sud de Stuttgart, dans le district de Plieningen. Le campus ainsi que le bâtiment principal, le château de Hohenheim, est entouré d'un vaste parc (allemand : Hohenheimer Gärten), qui inclut l'historique Arboretum d'État du Bade-Wurtemberg (de) et le Jardin botanique de l'Université de Hohenheim (de), un jardin botanique moderne. Le campus est proche de la station Plieningen Garbe sur la ligne U3 du métro léger de Stuttgart.

## Galerie

Université de Hohenheim
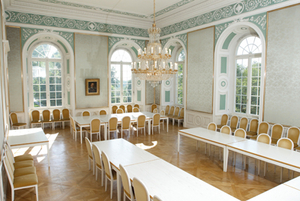
La salle verte du château de Hohenheim.
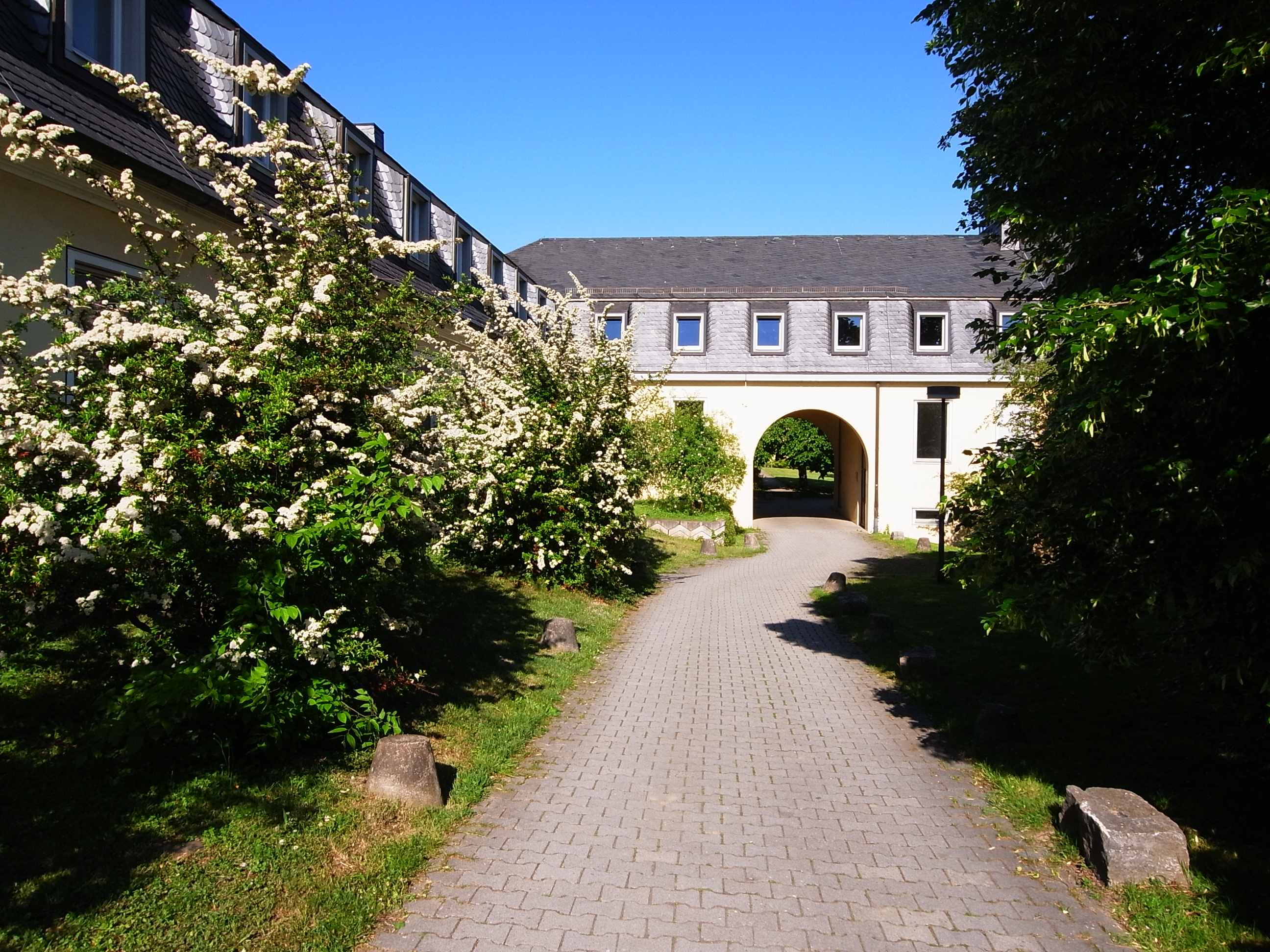
Vue sur l'entrée du château.
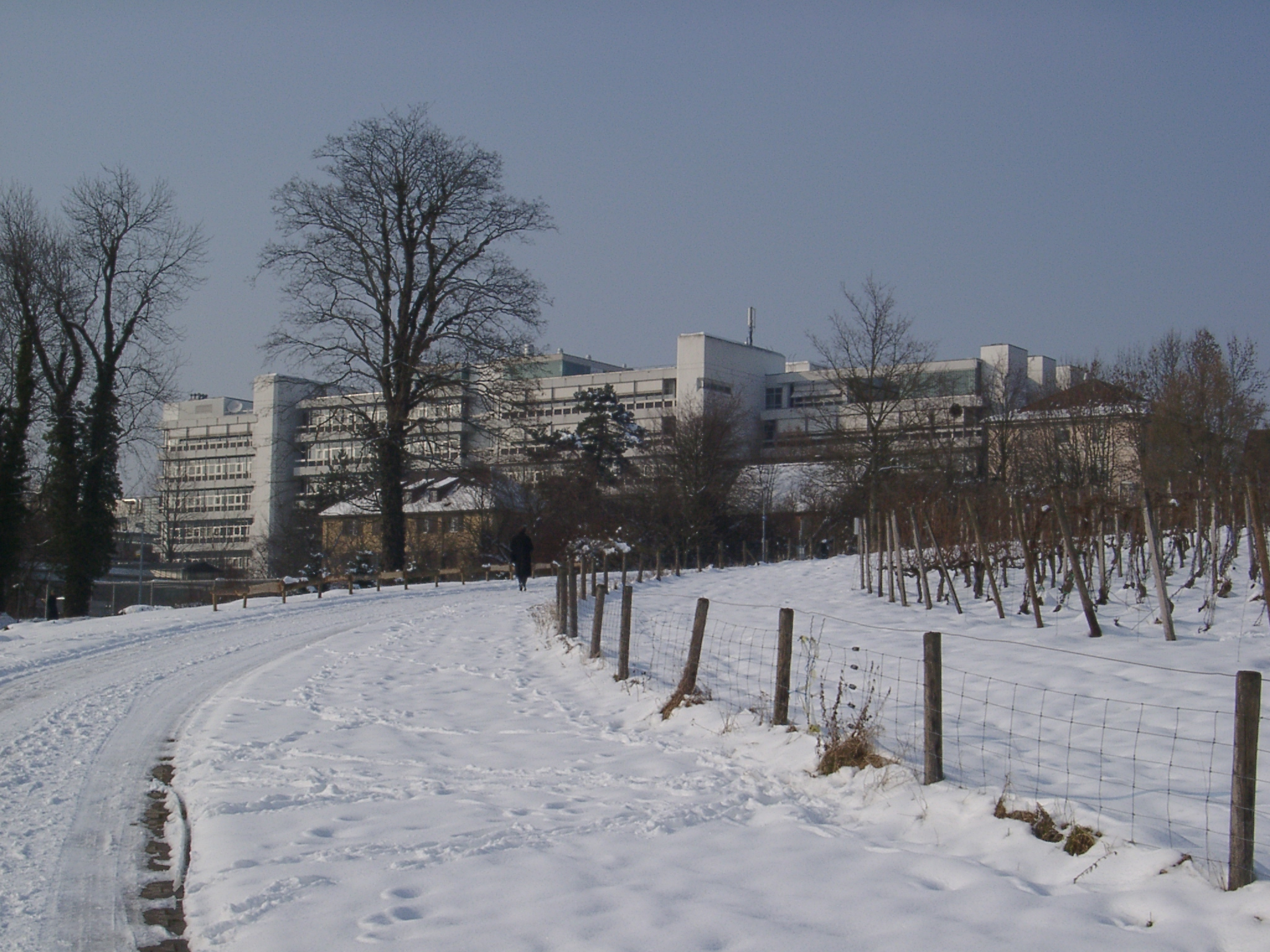
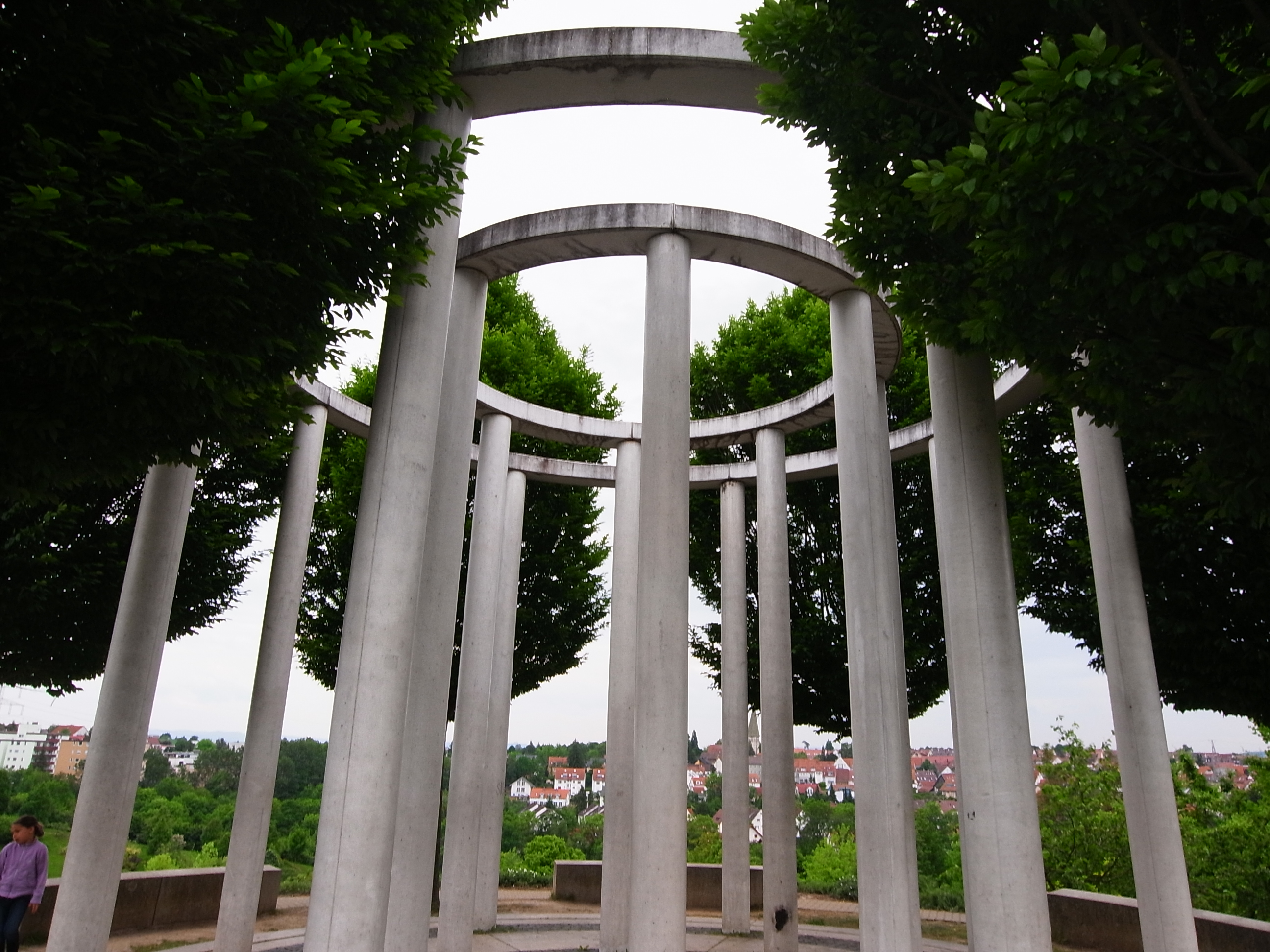
Monopteros dans le jardin botanique.

## Directeurs, recteurs et présidents

### Directeurs de l'Institut agricole de Hohenheim
- Johann Nepomuk Hubert von Schwerz (de) (professeur d'agriculture), 1818-1828
- Ludwig von Ellrichshausen (de), 1828-1832
- Heinrich Volz (de) (professeur d'agriculture), 1832-1837
- August von Weckherlin (de) (professeur d'agriculture), 1837-1845

### Directeurs de l'Académie d'agriculture de Hohenheim
- Heinrich Wilhelm von Pabst (de) (professeur d'agriculture), 1845-1850
- Gustav Walz (de) (professeur d'agriculture), 1851-1865
- Hermann von Werner (de) (professeur d'agriculture), 1865-1872
- Ludwig Rau (de) (professeur d'agriculture), 1872-1882
- Emil von Wolff (de) (professeur de chimie et de chimie agricole), 1882-1884
- Otto Friedrich Vossler (de) (professeur d'agriculture), 1884-1897

### Directeurs de l'école supérieure d'agriculture de Hohenheim
- Ernst Valentin von Strebel (de) (professeur d'agriculture), 1897-1912
- Oskar von Kirchner (de) (professeur de botanique), 1912-1917
- Hermann Warmbold (professeur d'économie agricole), 1917-1919
- Friedrich Aereboe (de) (professeur d'économie agricole), 1919-1922